# Manouel Mamikonian
Manouel Mamikonian (en arménien Մանվել Մամիկոնյան ; mort vers 386) est un noble arménien de la famille des Mamikonian, qui fut régent d'Arménie.

## Biographie
Ce prince est mentionné par Pavstos Buzand dans son Histoire de l'Arménie : il est fils d'Artasès et membre de la maison des Mamikonian. Cependant, Cyrille Toumanoff le considère comme un frère de Moušeł Ier Mamikonian, donc un fils de Vasak Ier Mamikonian.
Il est capturé avec son frère Koms par Shapur II, roi sassanide de Perse. Ils sont libérés après la mort du prince Mamikonian Moušeł Ier le Vaillant, entre 374 et 378, et Vacé II, le nouveau prince, lui rend ses terres et le nomme sparapet (« généralissime »), le plaçant au second rang du clan Mamikonian. À la mort de Vacé, la guerre s'engage entre Manouel et Varazdat, roi arsacide d'Arménie. Varazdat est vaincu en 378 et doit s'enfuir d'Arménie. 
N'osant abolir la royauté, et avec l'accord du roi de Perse, Manouel s'intitule régent d'Arménie, fait proclamer reine d'Arménie Zarmandoukht, veuve du roi Pap, puis leur fils Arsace III à qui il fait épouser sa fille Vardandouxt.
La reine et le régent se rapprochent ensuite de la Perse et reçoivent du vieux roi Sapor II des présents et la protection d’un corps de cavalerie de 10 000 hommes, commandé par le marzban Suren. Ils réussissent toutefois à maintenir un équilibre précaire entre les deux puissances voisines rivales.
L’entente arméno-perse ne survit pas à Sapor II et, sous ses faibles successeurs, Manouel Mamikonian décide de se tourner vers Rome dont la puissance a été restaurée par Théodose Ier. Avec l’accord tacite des deux empires, le régent restaure les fils du roi Pap d'Arménie, Arshak III et Valarchak, ce qui met fin au « règne » de la reine Zarmandoukht et à ses fonctions.

## Mariage et enfants
Il épouse Vardanoyš, que Christian Settipani considère comme une fille de Vardan Mamikonian, qui donne naissance à:
- Artasès, officier cité en 378,
- Hmatek, officier cité en 378,
- Vardandouxt, mariée au roi Arsace III d'Arménie.

Selon Cyrille Toumanoff, Manouel est bien le père des trois même enfants. Il précise que :
- le premier Artaschir/Artavazd III assure sa succession comme sparapet en 386 jusqu'à une date indéterminée ;
- Hmayeak meurt vers 386 ;
- c'est en 379 que Vardandoukht épouse le roi Arsace III d'Arménie.

À ces trois enfants, il en ajoute un quatrième, Hamazasp Ier Mamikonian.